# زبان پونی
زبان پونی، که به آن کنعانی یا فنیقی-پونی نیز گفته می‌شود، گونه‌ای منقرض شده از زبان فنیقی بود که خود یک زبانی کنعانی از خانواده سامی به‌شمار می‌رفت. این زبان در شمال باختر آفریقا و چندین جزیره در مدیترانه توسط مردم پونی در طول دوران باستان کلاسیک، از قرن ۸ قبل از میلاد تا قرن ۶ بعد از میلاد، گویش می‌شد.